# Теория когнитивной нагрузки
Тео́рия когнити́вной нагру́зки  (англ. Cognitive load theory) — теория обучения, которая предполагает, что можно достичь оптимального усвоения материала, обеспечив адекватную нагрузку на оперативную память учащегося. Она помогает понять, как именно люди получают знания, и разрабатывать обучающие стратегии, которые были бы адекватными потребностям учащихся. Была разработана австралийским нейрофизиологом Джоном Свеллером.

## Понятие «когнитивная нагрузка»
Когнитивная нагрузка — многомерный конструкт, который определяет, как нагрузка влияет на выполнение учащимся определённых задач. Согласно модели, представленной Паасом и ван Мерринбоером, на когнитивную нагрузку влияет взаимодействие между характеристиками задания (формат, сложность задания, темп выполнения, время, которое нужно затратить на его выполнение) и самого учащегося (уровень знаний, возраст, способность к обучению).
Эти исследователи выделяют три аспекта, которые характеризуют понятие когнитивной нагрузки:
- Ментальная нагрузка — аспект когнитивной нагрузки, который возникает в результате взаимодействия между характеристиками задачи и субъекта. Она может быть определена на основе наших текущих знаний о задачах и характеристиках субъекта.
- Умственные усилия — это аспект когнитивной нагрузки, который относится к когнитивным способностям, которые фактически распределяются для решения задачи.
- Производительность — аспект когнитивной нагрузки, который может быть определен с точки зрения достижений учащегося, например, количество правильно решённых заданий, количество ошибок и время выполнения задания.

## Когнитивная архитектура: память и схемы
Как и любая теория, построенная на когнитивной психологии, теория когнитивной нагрузки опирается на ряд теоретических конструктов из области когнитивной психологии. В данном случае важное теоретическое значение имеют два понятия — память и схемы.
Рабочая память используется в данный момент для обработки и временного хранения материала, она ответственна за сохранение текущей информации, необходимой для выполнения того или иного действия. Проблема для разработчиков учебных программ заключается в том, что рабочая память ограничена примерно семью элементами или элементами информации единовременно. Кроме того, она также участвует в процессах организации, сопоставления и прочей работы с этой информацией, из-за чего учащийся может единовременно хранить очень ограниченное количество информации.
Долговременная память хранит уже имеющуюся информацию, и именно на неё в первую очередь опирается человек в процессе познания. Рабочая память не способна к сложным операциям, которые прежде не были задействованы и не были сохранены в долговременной памяти. Таким образом, процесс обучения должен учитывать, как информация хранится и организуется в долговременной памяти, чтобы она была доступна, когда станет необходима. Согласно теории, в долговременной памяти хранятся схемы.
Схемы классифицируют информационные элементы в соответствии с тем, как они будут использоваться. Схема может содержать огромное количество информации, но если она автоматизируется, то в рабочей памяти обрабатывается как единое целое. Процесс обучения должен стремиться к созданию всё большего числа всё более сложных схем путём объединения элементов, состоящих из схем более низкого уровня, в схемы более высокого уровня. Пример схемы: арифметические операции.

## Принципы обучения, сформированные согласно теории
Теория когнитивной нагрузки предполагает, что эффективный учебный материал облегчает обучение, направляя когнитивные ресурсы на действия, которые имеют прямое отношение к обучению, а не на получение предварительных знаний к обучению. Исследователи выяснили, что многие учебные процедуры приводят к тому, что учащиеся занимаются познавательной деятельностью, далекой от очевидных целей задачи. Когнитивная нагрузка, создаваемая этими несоответствующими действиями, может препятствовать приобретению необходимых умений и навыков.
Таким образом, теория когнитивной нагрузки позволяет понять, какие факторы влияют на усвоение материала, каким он должен быть по сложности, как эффективно его распределить и подать. В рамках этой теории были изучены следующие эффекты:
1. Эффект отсутствия конкретной цели — если заменить обычное задание на задание, в котором нет условного «правильного ответа», это снижает постороннюю когнитивную нагрузку, позволяя учащемуся не искать верный ответ, а сосредоточиться на том, какие знания и навыки доступны ему для решения поставленной задачи.
2. Эффект проработанного примера — если заменить обычное задание на пример, в котором есть ошибки или пропуски и их необходимо исправить, учащийся может сосредоточиться на проблеме и том, как её эффективно решать.
3. Эффект частичного решения — если предоставить учащимся частичное решение задачи, они смогут сосредоточить внимание на более важных частях задачи, что снизит когнитивную нагрузку.
4. Эффект разделения внимания — замена нескольких разрозненных источников информации на единый источник информации позволяет избежать лишней когнитивной нагрузки, потому что у учащегося нет необходимости мысленно интегрировать источники информации
5. Эффект модальности — мультимодальная презентация использует как визуальный, так и слуховой процессор рабочей памяти, что позволяет «умещать» в них большее количество информации. Однако двойная модальность подачи материала может иметь преимущества только при работе с простой информацией, что не налагает чрезмерной нагрузки на память, а когда дело доходит до обработки более сложной информации, этот эффект может не сработать из-за невозможности удержать в памяти большое количество информации — тогда лучше использовать только визуальный материал[7]

Зная эти эффекты, исследователи формулируют принципы обучения, сформулированные согласно теории когнитивной нагрузки:
- Принцип отсутствия цели — необходимо давать такие задания, которые позволяли бы учащимся не стремиться к единственно верному способу решения, а находить множество способов. Например, учащихся можно попросить: «Придумайте как можно больше болезней, которые могут быть связаны с наблюдаемыми симптомами», — вместо того, чтобы спрашивать их: «На какую болезнь указывают симптомы этого пациента?»
- Принцип проработанного примера — лучше заменять обычные задачи на хорошо проработанные примеры, например, можно предложить учащимся критиковать готовый план лечения, а не заставлять их самостоятельно создавать такой план.
- Принцип частичного завершения — можно давать учащимся частичное решение задачи для того, чтобы они могли сосредоточиться на отработке более важных навыков.
- Принцип разделения внимания — необходимо заменять несколько источников информации, которые разделены в пространстве или времени, одним интегрированным источником информации
- Принцип модальности. Намного эффективнее, когда информация подаётся на разные сенсорные каналы: например, диаграммы и графики демонстрируются на экране, а пояснение даётся устно.

Кроме того, необходимо придерживаться ряда других принципов, например, принцип «от простого к сложному», принцип изменчивости (предлагать не однотипные задачи). Кроме того, важно ослаблять контроль над учащимися со стороны преподавателя и предоставлять им больше самостоятельности, чтобы позволять им адекватно выстраивать собственные когнитивные схемы.